# Байкова Лідія Тихонівна
Байкова Лідія Тихонівна (нар. 27 липня 1905, Пенза, Російська імперія — 4 липня 1993, Підмосков'я, Росія) — радянський російський і український художник кіно, художник по костюмах.

## Біографія
Народилася в Пензі. Закінчила Московський педагогічний інститут (1930) i Художню студію (1940). 
Працювала художником на студіях «Союздетфильм» (рос.), «Стереокіно», «Мосфільм».
З 1953 р. — художник по костюмах кіностудії ім. О.Довженка.
У Києві прожила багато років, де плідно співпрацювала з видатними українськими акторами та режисерами на картинах, що стали класикою вітчизняного кінематографу.
У приватному житті була самотня, дітей не було. Тому, коли захворіла, доглядати за нею стало нікому, виїхала до близьких у Росію. Лідія Тихонівна Байкова померла у 1993 році в Підмосков'ї.
Зі спогадів художника Емми Беглярової:
„На кіностудію (ім. О. Довженка) я потрапила випадково — у 1984 році. Мене привела туди хороша знайома — Лідія Тихонівна Байкова. Це була легендарна жінка, позбавлена віку і поняття побуту. Костюми художниці стали окрасою багатьох видатних фільмів, зокрема й «Тіней забутих предків». Вона колись була в команді режисера Марка Донського. Він привіз Лідію Тихонівну із собою з Москви, а вона залишилася в Києві на студії Довженка. Нещодавно відзначали її століття в Будинку кіно. Прийшло осіб сім… Поруч у ресторані гримів якійсь бенкет кіношників, але звідтіля ніхто не навідався. Микола Мащенко недавно сказав, що Лідія Тихонівна була удостоєна двох кінонагород навіть в Америці. Йому їх навіть показали в Голлівуді. А художниця про це так і не дізналася. Вона померла в злиднях у Підмосков'ї“.

## Фільмографія
Брала участь у створенні стрічок:
- «Коник-Горбоконик» (1941, у співавт., реж. О. Роу)
- «Принц і жебрак» (1942, у співавт. з К. Єфімовим, реж. Е. Гарін, Х. Локшина)
- «Міклухо-Маклай» (1947, реж. О. Розумний)
- «Робінзон Крузо» (1947, реж. О. Андрієвський)
- «300 років тому…» (1956, реж. В. Петров)
- «Дорогою ціною» (1957, реж. М. Донськой)
- «Думка» (1957, фільм-концерт Державної хорової капели УРСР «Думка», реж. С. Параджанов)
- «Народжені бурею» (1957, реж. Я. Базелян, А. Войтецький, В. Войтецький)
- «Блакитна стріла» (1958)
- «Олекса Довбуш» (1959, реж. В. Іванов)
- «Літак відлітає о 9-й» (1960, реж. Ю. Лисенко)
- «За двома зайцями» (1961, реж. В. Іванов)
- «Десь є син» (1962, реж. А. Войтецький, Ялтинська кіностудія)
- «Бухта Олени» (1963, реж. Л. Естрін, Марк Ковальов)
- «Тіні забутих предків» (1964, реж. С. Параджанов)
- «Вечір на Івана Купала» (1968, реж. Ю. Іллєнко)
- «Поштовий роман» (1969, реж. Є. Матвєєв)
- «Білий птах з чорною ознакою» (1970, реж. Ю. Іллєнко)
- «Наперекір усьому» (1972, реж. Ю. Іллєнко)
- «Мріяти і жити» (1974, реж. Юрій Іллєнко)
- «Шторм на суходолі» (1975, реж. Е. Бочаров)
- «Шлях до Софії» / «Patyat kam Sofia» (1978, 5 с, СРСР—Болгарія, у співавт., реж. М. Мащенко)
- «Овід» (1980, 3 с, у співавт. з Людмилою Ралько та В. Зайцевим, реж. М. Мащенко)
- «Високий перевал» (1981, реж. В. Денисенко)

та ін.

## Пам'ять
- 19 грудня 2005 року в київському Будинку кіно відбулася виставка робіт художника з костюмів Лідії Байкової — до сторіччя від її дня народження. Експозиція була виставлена в конференц-залі і демонструвалася два дні[4].